# Comunitat de comunes de l'Orée de la Brie
La Comunitat de comunes de l'Orée de la Brie (oficialment: Communauté de communes de l'Orée de la Brie) és una Comunitat de comunes dels departaments de Sena i Marne i l'Essonne, a la regió de l'Illa de França.
Creada al 2003, està formada 4 municipis, dels quals tres del Sena i Marne i Varennes-Jarcy del l'Essonne. La seu es troba a Brie-Comte-Robert.

## Municipis

### Sena i Marne
1. Brie-Comte-Robert
2. Chevry-Cossigny
3. Servon

### Essonne
1. Varennes-Jarcy